# متلازمة مكافحة التخليق
متلازمة مكافحة التخليق هو أحد أمراض المناعة الذاتية المرتبطة مع مرض الرئة الخلالي والتهاب الجلد والتهاب العضلات.

## العلامات والأعراض
كمتلازمة، فهي حالة غير محددة بشكل واضح. حيث تتطلب معايير التشخيص واحدة أو أكثر من الأجسام المضادة المكافحة للتخليق (والتي تستهدف الإنزيمات المخلقة الحمض النووي) وواحدة أو أكثر من الصفات السريرة الآتية: مرض الرئة الخلالي، والتهاب عضلي والتهاب المفاصل والذي يؤثر على المفاصل الصغيرة بشكل متناظر. صفات سريرية أخرى قد تساعد في التشخيص هي الحمى وظاهرة رينود وسمك جلد اليدين وتشقق اليدين عادة على كف اليد وجوانب أصابع الأيدي.
المرض نادر الحدوث ويظهر أكثر في النساء عن الرجال. التشخيص المبكر صعب كما يمكن عدم تشخيص الحالات البسيطة. كما يمكن أن يكون مرض الرئة الخلالي هو الصفة الوحيدة الظاهرة لهذا المرض. من الممكن تطور المرض لصورة أكثر شدة مع مرور الوقت.

## سبب المرض
من المفترض أن الأجسام المضادة الذاتية التي تتكون ضد الإنزيمات المكونة للحمض النووي الريبوزي هي سبب المرض. الطريقة المفصّلة لطريقة وخطوات ذلك لا تزال تحتاج المزيد من الشرح والأبحاث.

## التشخيص
في وجود أعراض متشابهة هناك عدد من الاختبارات التي قد تساعد في التشخيص:
- إنزيمات العضلات غالبا ما تكون مرتفعة، أي الكرياتين كيناز
- اختبار الأجسام المضادة للتخليق
- تخطيط كهربائية العضل
- خزعة العضلات
- فحص وظائف الرئة
- خزعة الرئة

في بعض الحالات، قد نحتاج اختبار الأجسام المضادة الأخرى، أو إجراء اختبارات معينة كالتصوير الرنيني أو البلع للوصول إلى تشخيص مؤكد.

## العلاج والاستجابة للعلاج
للأسف علاج متلازمة مكافحة التخليق محدود، وعادة ما يحتوي على أدوية مثبطة للمناعة مثل الكورتيزون. للمرضى الذين يعانون من الانسداد الرئوي فإن المضاعفات الأكثر خطورة في هذه المتلازمة هو التليف الرئوي وما يليها من ارتفاع ضغط الدم الرئوي.
علاج إضافي عن طريق الآزوثيوبرين و/أو الميثوتريكسيت قد يكون مطلوبا في الحالات المتقدمة.
تعتمد درجة الاستجابة للعلاج بشكل كبير على درجة تضرر الرئتين.